# Deltochilum silphoides
Deltochilum silphoides är en skalbaggsart som beskrevs av Vladimir Balthasar 1939. Deltochilum silphoides ingår i släktet Deltochilum och familjen bladhorningar. Inga underarter finns listade i Catalogue of Life.